# Charles Ragan
Charles Alexander Ragan Jr. (* 1910 in Washington, D.C.; † 26. Oktober 1976 in New York City) war ein US-amerikanischer Mediziner (Rheumatologie). Er war Professor an der Columbia University.

## Leben
Ragan war der Sohn eines Militärarztes, zog mit seiner Familie je nach Stationierungsort seines Vaters mehrfach um und studierte an der Princeton University und am Columbia College of Physicians and Surgeons (P & S, der medizinischen Fakultät der Columbia University) mit dem Abschluss 1936. Die Facharztausbildung erfolgte am Presbyterian Hospital in New York City und am Johns Hopkins Hospital. Ab 1941 war er an der Columbia University (Columbia Presbyterian Medical Center), unterbrochen vom Dienst als Militärarzt 1942 bis 1945 in Nordafrika und Italien. 1946 bis 1971 war er Direktor der Edward Daniels Faulkner Arthritis Clinic. 1961 wurde er als Nachfolger von Dickinson W. Richards Lambert Professor für Medizin an der Columbia University und Direktor der ersten medizinischen Abteilung (Columbia) des Bellevue Hospital und nach dem Ende der Zusammenarbeit von Columbia University und Bellevue Hospital 1968 war er medizinischer Leiter des Harlem Hospital Center. 1971 wurde er Vorstand der medizinischen Fakultät der Columbia University. Nach der Emeritierung 1975 war er noch Ko-Direktor des Programms für klinische Forschung.
Er befasste sich unter anderem mit der Immunologie rheumatischer Arthritis, Physiologie und Biochemie von Bindegewebe, der biologischen Wirkung von Steroidhormonen der Nebenniere, Stoffwechselkrankheiten von Knochen.
1959 war er einer der ersten Preisträger des Canada Gairdner International Award. Er erhielt den Preis mit Harry M. Rose als Mitentdecker des Rheumafaktors (RF) im Jahr 1948. Unabhängig entdeckte diesen aber zuvor Erik Waaler in Norwegen (1940).
1976 erhielt er den Academy Award der New York Academy of Medicine, erhielt 1972 die Goldmedaille der Gesellschaft der Ehemaligen des Columbia College of P &S  und 1971 wurde er Master des American College of Physicians. 1953/54 war er Präsident der American Rheumatological Association. 1976 erhielt er einen Ehrendoktor des Columbia College of P & S.
Zu seinen Schülern zählt der Nobelpreisträger Baruch S. Blumberg.